# Amarucancha
El Amarucancha o Amaro Cancha (del quechua: amaru kancha ‘Casa de la gran serpiente’), es el nombre con el que se conoce a los restos de un antiguo palacio inca edificado en el Cusco, ubicado frente a la plaza de Armas (antigua Plaza Aucaypata). Según algunos cronistas fue el palacio del inca Huayna Cápac. Sería también el sitio destinado a guardar las serpientes que los curacas o caciques ofrecían al Inca en señal de homenaje, o bien como morada de una serpiente muy grande y feroz que un monarca inca habría traído de su conquista del Antisuyo, es decir, la región selvática al este del Cusco. En su parte principal se erigió la Iglesia de la Compañía de Jesús.

## Ubicación
El Amarucancha ocupaba el área delimitada por el cuadrilátero comprendido por el sector de la Plaza de Armas (Aucaypata) donde se levantan el Portal de la Compañía, el antiguo local de la Universidad, la Iglesia de la Compañía de Jesús y la de Loreto, y las calles de Loreto, M'utuchaka y Afligidos. Hacia la esquina que forman estas dos vías, se levanta en la actualidad el Palacio de Justicia que aloja a la Corte Superior de Justicia del Cusco. Restos importantes del Amarucancha se conservan en la calle Loreto; colindan con el Templo y Convento de Santa Catalina (antiguo Acllahuasi), al oriente.

## Origen del nombre
El autor de la Historia General de la Compañía de Jesús (1600) dice que el nombre de Amarucancha (es decir, casa de la serpiente) le venía muy bien al edificio porque en unas salas que allí había se veían unas grandes culebras labradas en piedra, así como unos leones o dragones y dos grandes cóndores, también de bulto de piedra recia, los cuales sustentaban la arquitectura y armazón de una de estas salas. Dícese también que se llamó así por haber sido destinado para una sierpe muy grande y feroz que un Inca trajo de la conquista de los Antis (o Antisuyo, al este del Cusco) y a la cual alimentaban con muchas llamas y otras cosas. Al respecto, Garcilaso señala que Amaru es, efectivamente, el nombre que se daba a las serpientes muy grandes. Actualmente se pueden ver esculpidas en relieve, en las piedras de sus muros, las figuras de unas serpientes, de carácter simbólico.

## Sucesivas ocupaciones
Según el Inca Garcilaso de la Vega esta inmensa edificación perteneció a Huayna Cápac; tras la muerte de este Inca fue ocupada por su hijo Huáscar, y cuando la capital incaica fue tomada por los españoles, estos procedieron a repartirse los edificios. Correspondió a Hernando Pizarro la parte principal del Amarucancha, la misma que posteriormente fue entregada a los padres jesuitas, quienes elevaron allí la Iglesia de la Compañía de Jesús. Otra parte fue destinada para la cárcel pública, y otras secciones o casas fueron distribuidas entre Mancio Sierra de Leguizamo, Antonio Altamirano, Alonso Mazuela, entre otros conquistadores, cuyos nombres no recordaba el inca cronista.

#### Libros y publicaciones
- Angles Vargas, Víctor (1983). Historia del Cusco (Cusco Colonial) Tomo II. Lima: Industrialgráfica S.A.
- Garcilaso de la Vega, Inca (1609). Primera parte de los Comentarios Reales de los Incas. Lisboa. Archivado desde el original el 22 de julio de 2011. Consultado el 22 de junio de 2013..
- Kauffmann Doig, Federico (2002). Historia y arte del Perú antiguo-Tomo 6. Lima: PEISA. ISBN 978-9972-40-218-0.
- Valcárcel, Luis E.. Historia del Perú Antiguo - Tomo I. Lima: Juan Mejía Baca..

- Datos: Q4063967